# Фенсі-Фарм (Кентуккі)
Фенсі-Фарм (англ. Fancy Farm) — переписна місцевість (CDP) в США, в окрузі Ґрейвс штату Кентуккі. Населення — 403 особи (2020).

## Географія
Фенсі-Фарм розташоване за координатами 36°48′3″ пн. ш. 88°47′37″ зх. д. / 36.80083° пн. ш. 88.79361° зх. д. (36.800739, -88.793678).  За даними Бюро перепису населення США в 2010 році переписна місцевість мала площу 2,27 км², з яких 2,27 км² — суходіл та 0,01 км² — водойми.

## Демографія
Згідно з переписом 2010 року, у переписній місцевості мешкало 458 осіб у 197 домогосподарствах у складі 125 родин. Густота населення становила 201 особа/км².  Було 214 помешкання (94/км²).
Расовий склад населення:
| - 99,1 % — білих - 0,4 % — чорних або афроамериканців - 0,2 % — корінних американців |

До двох чи більше рас належало 0,2 %. Частка іспаномовних становила 1,3 % від усіх жителів.
За віковим діапазоном населення розподілялося таким чином: 21,4 % — особи молодші 18 років, 55,5 % — особи у віці 18—64 років, 23,1 % — особи у віці 65 років та старші. Медіана віку мешканця становила 43,6 року. На 100 осіб жіночої статі у переписній місцевості припадало 97,4 чоловіків;  на 100 жінок у віці від 18 років та старших — 97,8 чоловіків також старших 18 років.
Середній дохід на одне домашнє господарство  становив 53 403 долари США (медіана — 40 781), а середній дохід на одну сім'ю — 67 481 долар (медіана — 54 250). За межею бідності перебувало 4,4 % осіб, у тому числі 0,0 % дітей у віці до 18 років та 0,0 % осіб у віці 65 років та старших.
Цивільне працевлаштоване населення становило 231 осіб. Основні галузі зайнятості: виробництво — 19,0 %, роздрібна торгівля — 17,3 %, освіта, охорона здоров'я та соціальна допомога — 16,0 %.